# Japu-de-rabo-verde
Cacique-de-cauda-bandada ou japu-de-rabo-verde (nome científico: Cacicus latirostris) é uma espécie de ave da família Icteridae. É classificada por alguns especialistas no gênero monotípico de Ocyalus.
Pode ser encontrada nos seguintes países: Brasil, Colômbia, Equador e Peru.
Os seus habitats naturais são: florestas subtropicais ou tropicais húmidas de baixa altitude e pântanos subtropicais ou tropicais.